# Flughafen ʿArʿar

i7
i11
i13
Der Flughafen ʿArʿar (arabisch مطار عرعر, DMG Maṭār ʿArʿar; IATA-Code: RAE, ICAO-Code: OERR) liegt etwa 12 Kilometer südöstlich der Stadt ʿArʿar in der Provinz al-Hudud asch-schamaliyya im Norden Saudi-Arabiens.
Der Flughafen liegt auf einer Höhe von 554 m und wurde am 1. Juni 1981 eröffnet. Von ihm werden bisher nur inländische Flughäfen angesteuert, darunter der Flughafen Riad in der Hauptstadt und der Flughafen Dschidda.

## Zwischenfälle
Am 25. Dezember 1986 versuchten Entführer, eine Boeing 737-270C von Iraqi Airways auf dem Iraqi-Airways-Flug 163 von Bagdad nach Amman in ihre Gewalt zu bringen. Dabei kam es zu Schusswechseln und zur Explosion einer Granate an Bord. Die Piloten versuchten, am Flughafen ʿArʿar zu landen, die Maschine überrollte jedoch das Landebahnende, zerbrach und geriet in Brand. Es starben 63 der 106 Insassen.